# Collegio di Brecon, Radnor and Cwm Tawe
Brecon, Radnor and Cwm Tawe è un collegio elettorale gallese, rappresentato alla Camera dei Comuni del Parlamento del Regno Unito. Elegge un membro del Parlamento con il sistema first-past-the-post, ossia maggioritario a turno unico; l'attuale parlamentare è David Chadwick dei Liberal Democratici Gallesi, che rappresenta il collegio dal 2024.

## Estensione
Il collegio è costituito dalle seguenti aree:
- i ward della contea di Powys di Aber-craf, Beguildy, Bronllys, Builth, Bwlch, Crickhowell, Cwm-twrch, Disserth and Trecoed, Felin-fâch, Glasbury, Gwernyfed, Hay, Knighton, Llanafanfawr, Llanbadarn Fawr, Llandrindod East/Llandrindod West, Llandrindod North, Llandrindod South, Llanelwedd, Llangattock, Llangors, Llangunllo, Llangynidr, Llanwrtyd Wells, Llanyre, Maescar/Llywel, Nantmel, Old Radnor, Presteigne, Rhayader , St. David Within, St. John, St. Mary, Talgarth, Talybont-on-Usk, Tawe-Uchaf, Ynyscedwyn, Yscir e Ystradgynlais;
- i ward del distretto di contea di Neath Port Talbot di Allt-wen, Cwmllynfell, Godre’r Graig, Gwaun-Cae-Gurwen, Lower Brynamman, Pontardawe, Rhos, Trebanos e Ystalyfera.[1]

## Membri del parlamento
| Elezione | Elezione | Deputato       | Partito |
| -------- | -------- | -------------- | ------- |
|          | 2024     | Patrick Hurley | Lib Dem |

## Risultati elettorali

### Elezioni negli anni 2020
| Partito                    | Partito                                    | Candidato                   | Risultati 4 luglio 2024 | Risultati 4 luglio 2024 |
| Partito                    | Partito                                    | Candidato                   | Voti                    | %                       |
| -------------------------- | ------------------------------------------ | --------------------------- | ----------------------- | ----------------------- |
|                            | Lib Dem                                    | David Chadwick              | 13 736                  | 29,51                   |
|                            | Conservatore                               | Fay Jones                   | 12 264                  | 26,35                   |
|                            | Laburista                                  | Matthew Dorrance            | 9 904                   | 21,28                   |
|                            | Reform UK                                  | Adam Hill                   | 6 567                   | 14,11                   |
|                            | Plaid Cymru                                | Emily Durrant-Munro         | 2 280                   | 4,90                    |
|                            | Verde                                      | Amerjit Rosie Kaur-Dhaliwal | 1 188                   | 2,55                    |
|                            | Abolish                                    | Jonathan Harrington         | 372                     | 0,80                    |
|                            | Monster Raving Loony                       | Lady Lily the Pink          | 237                     | 0,51                    |
|                            |                                            |                             |                         |                         |
| Iscritti                   | Iscritti                                   | Iscritti                    | 73 114                  | 100,00                  |
| ↳ Votanti (% su iscritti)  | ↳ Votanti (% su iscritti)                  | ↳ Votanti (% su iscritti)   | 46 548                  | 63,66                   |
| ↳ Astenuti (% su iscritti) | ↳ Astenuti (% su iscritti)                 | ↳ Astenuti (% su iscritti)  | 26 566                  | 36,34                   |
|                            |                                            |                             |                         |                         |
|                            | Esito: collegio a Lib Dem (nuovo collegio) |                             |                         |                         |